# Cynaeda furiosa
Cynaeda furiosa là một loài bướm đêm trong họ Crambidae.